# Ескадрені міноносці типу 1936B
Ескадрені міноносці типу 1936B — п'ять есмінців, побудованих для Крігсмаріне нацистської Німеччини між 1941 і 1942 роками, з яких лише три були завершені і вступили в експлуатацію. Було замовлено вісім кораблів цієї конструкції, але замовлення на три кораблі були скасовані до початку будівництва. Z35 був першим завершеним кораблем цього типу і був прийнятий на озброєння в середині 1943 року. Його побратими, Z36 і Z43, послідували в 1944 році. Z44 був потоплений під час повітряного нальоту в 1944 році, перш ніж він був завершений, тоді як Z45 так і не був завершений. Обидва кораблі були розібрані на металобрухт після війни.

## Конструкція
Есмінці типу 1936B зберегла конструкцію корпусу попереднього типу 1936A, але повернулася до полегшеного основного озброєння типу 1936, зменшивши як головний калібр, щоб знизити центр ваги та покращити морехідність. Вони також отримали більш потужне протиповітряне озброєння, ніж старі кораблі.

## Служба
Всі три готові кораблі були віднесені до 6. Zerstörerflotille (6-та флотилія есмінців) на Балтиці в 1944 році, коли екіпажі завершили їх освоєння. У лютому 1944 року флотилії було доручено підтримувати мінування на Балтиці та у Фінській затоці, але спочатку вона супроводжувала конвої, а в середині березня встановила своє перше мінне поле. Основною діяльністю флотилії залишалося встановлення мін впродовж липня, включаючи зміцнення існуючих мінних полів у Фінській затоці в квітні. Підкріплена прибуттям Z36 наприкінці червня, флотилія почала бомбардування радянських позицій наприкінці липня, як самостійно, так і під час супроводу важких крейсерів, які виконували аналогічне завдання, і з перервами продовжувала здійснювати відповідні завдання майже до кінця війни. У вересні есмінці прикривали конвої, що евакуйовували німецькі сили з Фінляндії, а потім Естонії, перш ніж Z43 був призначений до складу флотилії наступного місяця.
У середині грудня флотилія отримала наказ закласти нове мінне поле між узбережжям Естонії та існуючим мінним полем трохи далі в морі. За умов поганої погоди в ніч з 11 на 12 грудня Z35 і Z36 налетіли на це мінне поле і близько 02:00 викликали вибух однієї або кількох мін. Z36 затонув дуже швидко з втратою всього екіпажу, а Z35 протримався трохи довше, перш ніж затонути. Екіпаж залишив корабель перед тим, як він затонув, але радянські війська врятували лише близько 70 чоловік. Єдиний уцілілий корабель типу, що залишився, Z43, який супроводжував конвої на початку 1945 року, перш ніж повернувся до попереднього завдання з бомбардування берега в середині лютого. Він продовжував атакувати берегові цілі до 10 квітня, коли налетів на міну, яка серйозно ушкодила есмінець. Після екстреного ремонту Z43 зайшов у гавань Варнемюнде, де надав вогневу підтримку німецьким військам на березі. 2 травня корабель вирушив з Варнемюнде до Кіля, вичерпавши всі боєприпаси. Z43 був затоплений наступного дня.
Будівництво Z44 і Z45 сповільнювалося через низький пріоритет, і лише Z44 було спущено на воду до кінця війни. 29 липня 1944 року Z44 було затоплено під час нальоту Королівських ВПС на Бремен, у час, коли корабель проходив віипробування. На той час обидва кораблі вже стали доноро на запчастини для ремонту есмінця Z39. Піднняття Z44 втратило сенс, коли на початку вересня відломилася його корма. У 1948—1949 роках затонулий корабель був на місці розібраний на метал. Z45 так і не був закінчений і був розібраний на стапелі в 1946 році.